# レバ・ブール
レバ・ブール（Reba Buhr、1987年11月7日- ）は、アメリカ合衆国の声優、女優、歌手である。

## 人物
ディズニー・チャンネルのミニ番組「ディズニー365」を一年間務めた。

## 出演作品

### 国内アニメ
- HUNTER×HUNTER (ポドンゴ゠ラポイ)
- シドニアの騎士 (田寛ヌミ)
- クロムクロ (劉神美)
- ソードアート・オンライン オルタナティブ ガンゲイル・オンライン (レン / 小比類巻香蓮)
- 鬼滅の刃 (神崎アオイ)
- 泣きたい私は猫をかぶる (斎藤美紀)
- 八男って、それはないでしょう! (エリーゼ・カタリーナ・フォン・ホーエンハイム)

### 海外アニメ
- ミラキュラス レディバグ&シャノワール (ローズ・ラビアン、ジュレカ・クーフェン）

### ドラマ
- ザ・ルーキー 40歳の新米ポリス!? (アリゾナ)

### ゲーム
- ポケモンマスターズ (カスミ)
- ファイアーエムブレム ヒーローズ (ジル)
- ニンジャラ (ルーシー)